# An-Naml
An-Naml (arabe : سُورَةُ ٱلنَّمْلِ, français : Les fourmis) est le nom traditionnellement donné à la 27e sourate du Coran, le livre sacré de l'islam. Elle comporte 93 versets. Rédigée en arabe comme l'ensemble de l'œuvre religieuse, elle fut proclamée, selon la tradition musulmane, durant la période mecquoise.

## Origine du nom
Bien que le titre ne fasse pas directement partie du texte coranique, la tradition musulmane a donné comme nom à cette sourate Les fourmis, nom tiré du verset 18, :

« 17. Et, devant Sulaïman,

voici alignés en troupes,

des Djinns, des humains, des oiseaux,

18. jusqu'à ce qu'ils viennent

à l'Oued des Fourmis.

Une fourmi dit: "Ohé, les fourmis,

entrez dans vos galeries,

que Sulaïman et ses troupes

ne vous écrasent sans le vouloir." »

La référence aux fourmis pourrait avoir pour modèle lointain le Livre des Proverbes.

## Historique
Il n'existe à ce jour pas de sources ou documents historiques permettant de s'assurer de l'ordre chronologique des sourates du Coran. Néanmoins selon une chronologie musulmane attribuée à Ǧaʿfar al-Ṣādiq (VIIIe siècle) et largement diffusée en 1924 sous l’autorité d’al-Azhar,, cette sourate occupe la 48e place. Elle aurait été proclamée pendant la période mecquoise, c'est-à-dire schématiquement durant la première partie de l'histoire de Mahomet avant de quitter La Mecque. Contestée dès le XIXe par des recherches universitaires, cette chronologie a été revue par Nöldeke,, pour qui cette sourate est la 68e.
Pour Bell, cette sourate daterait de l'an 2 de l'Hégire. Pour Neuwirth, elle daterait plutôt de la seconde période mecquoise. Pour Van Reeth, "ces positions contradictoires montrent le caractère conjecturale de ce genre de datations qui se fondent surtout sur des critères internes et de surcroît ne tiennent pas compte du travail rédactionnel".
Si un parallèle peut être fait entre les versets 4 et 24, ce qui a fait supposer une intervention d'un rédacteur, Van Reeth souligne l'unité de la sourate. Pour lui, l'épisode de Moïse paraît "être le produit d'un travail rédactionnel long et compliqué en couches superposées...". L'auteur n'exclut pas un travail rédactionnel après la mort de Mahomet, en particulier sous le règne d'Abou Bakr puisque le contexte de l'épisode de Salomon semble celui de la résistance des royaumes du Sud mais aussi des altérations additionnelles jusqu'à la collecte définitive du Coran sous Abd al-Malik.

## Interprétations
Cette sourate appartient au groupe des sourates 27 à 36 qui se trouvent presque au milieu du Coran. Hétérogène, en particulier en raison de leur style concis et allusif, cet ensemble se compose principalement d’histoire de prophètes et de prescription en lien avec les fins dernières. Elles ne sont pourtant qu’allusives, ce qui appuie l’hypothèse selon laquelle le Coran est construit comme un commentaire midrashique de textes bibliques connus de la communauté recevant cet enseignement.

### Versets 15-44: Salomon et la reine de Saba
Pour Dye, cet épisode possède un arrière-plan biblique, targoumique et midrashique. Ces derniers étaient, à la fin de l’Antiquité, connue en dehors du judaïsme et, notamment en Arabie. A l’inverse, Pregill pense que le récit coranique a influencé les récits du judaïsme. Pour Hawting, le manque de narration claire et la forme du texte suggère que ceux à qui le Coran est destiné sont familiers avec le récit juif de la reine de Saba. Dye repère quelques différences avec le récit originel de la littérature juive. Ces deux auteurs remarquent que dans le récit coranique, c’est Salomon qui interroge la reine et non l’inverse comme dans le récit du Targum.
Pour Hawting, Salomon n’est pas décrit comme un prophète mais simplement comme un souverain « sage et puissant ». Stefanidis remarque que, conformément à la vision de Lassner, ce récit peut permettre de créer, mais de manière atténuée, une opposition entre les genres, présentant une reine de Saba humble, prudente et un Salomon autoritaire, violent....
Le cœur du passage est centré sur le besoin de se soumettre à Allah. Pour Tengour, à propos de l’appropriation des textes bibliques par le Coran, « Il s’agit dans le même temps d’inscrire le dieu coranique dans [une] chronologie lointaine et d’étendre ainsi son pouvoir au-delà des limites de l’espace et du temps de la tribu mecquoise. »
Khalfallah remarque que ce récit met en scène la nature et des créatures surnaturelles. Cet aspect participe à l’imaginaire musulman dans une « perception mythique du monde ». Pour Winitzer, le contrôle de Salomon sur la nature s’inscrit dans une tradition orientale ancienne.

Texte de la sourate (Coran datant de 1874)
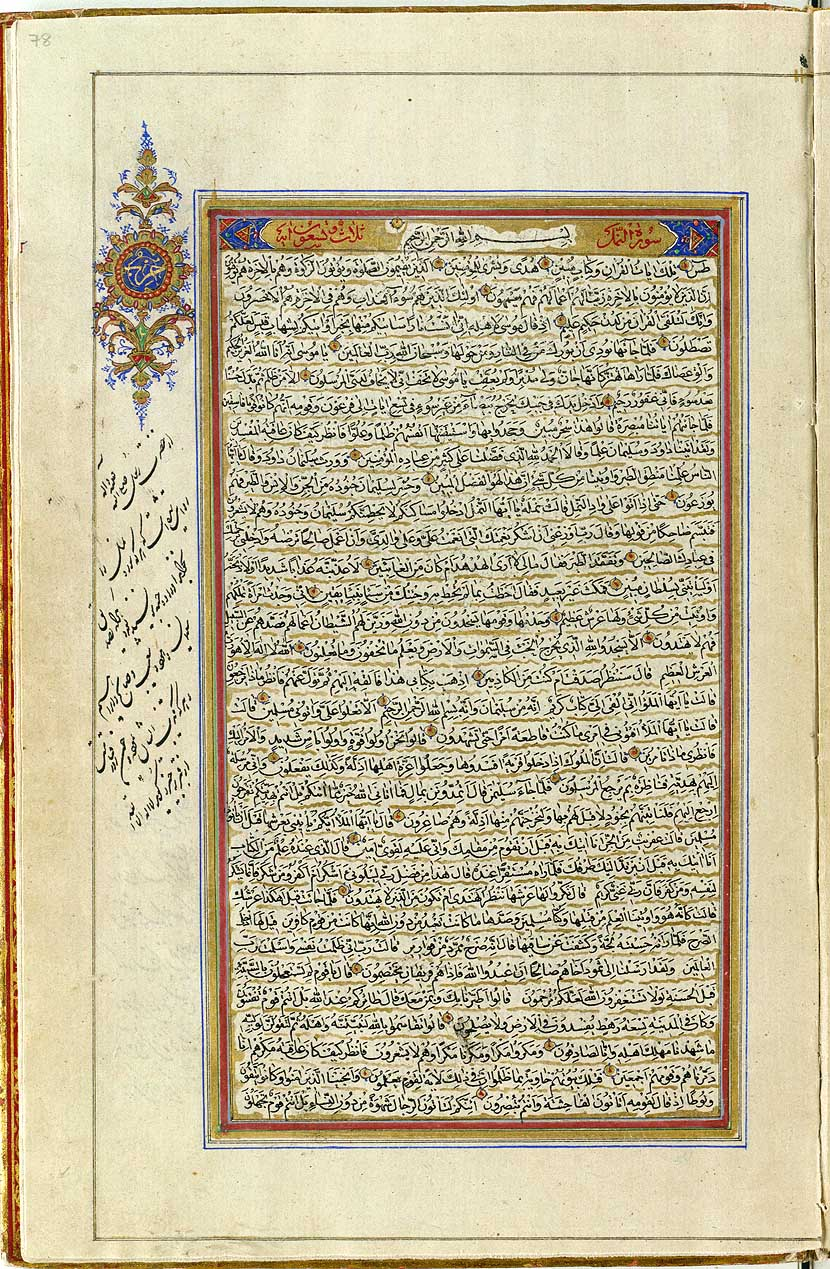
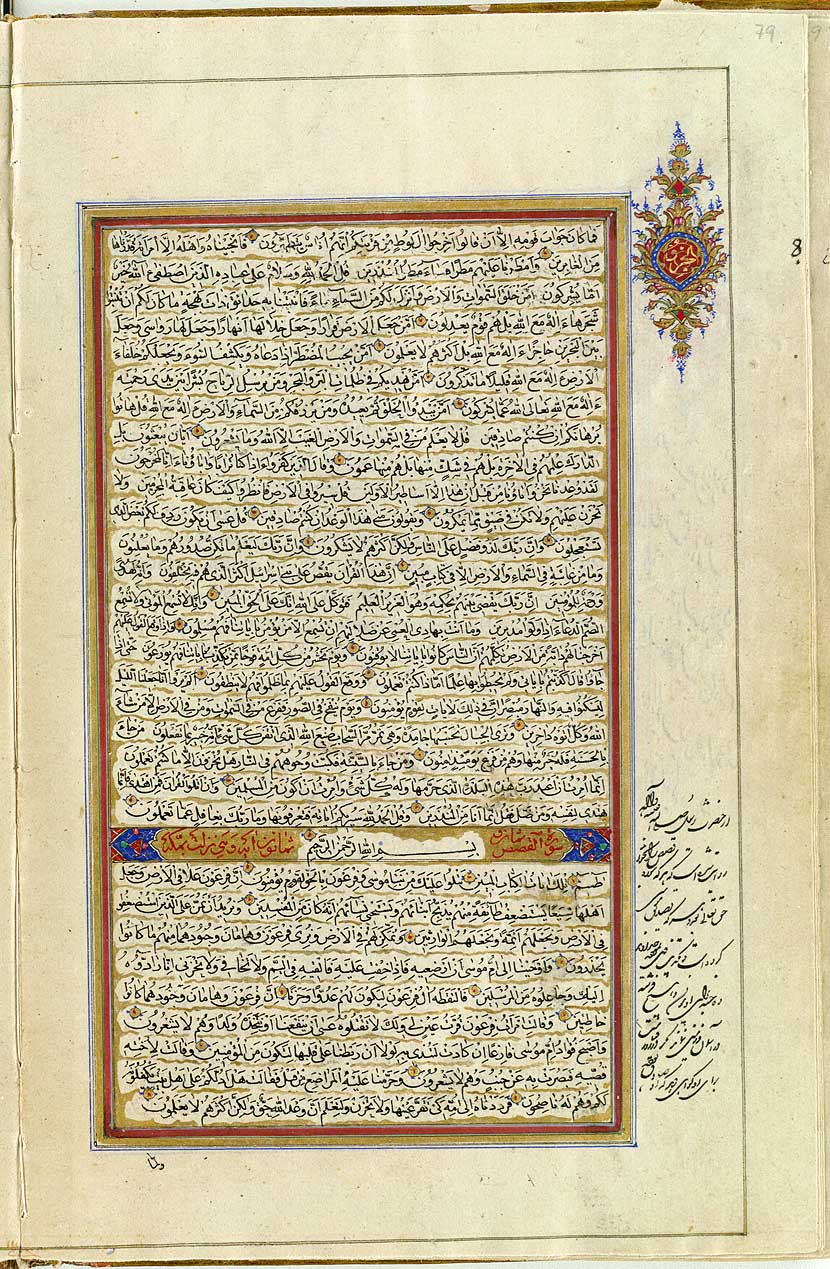